# Calanthe tricarinata
Calanthe tricarinata  es una especie de orquídea de hábito terrestre originaria  de Asia. 

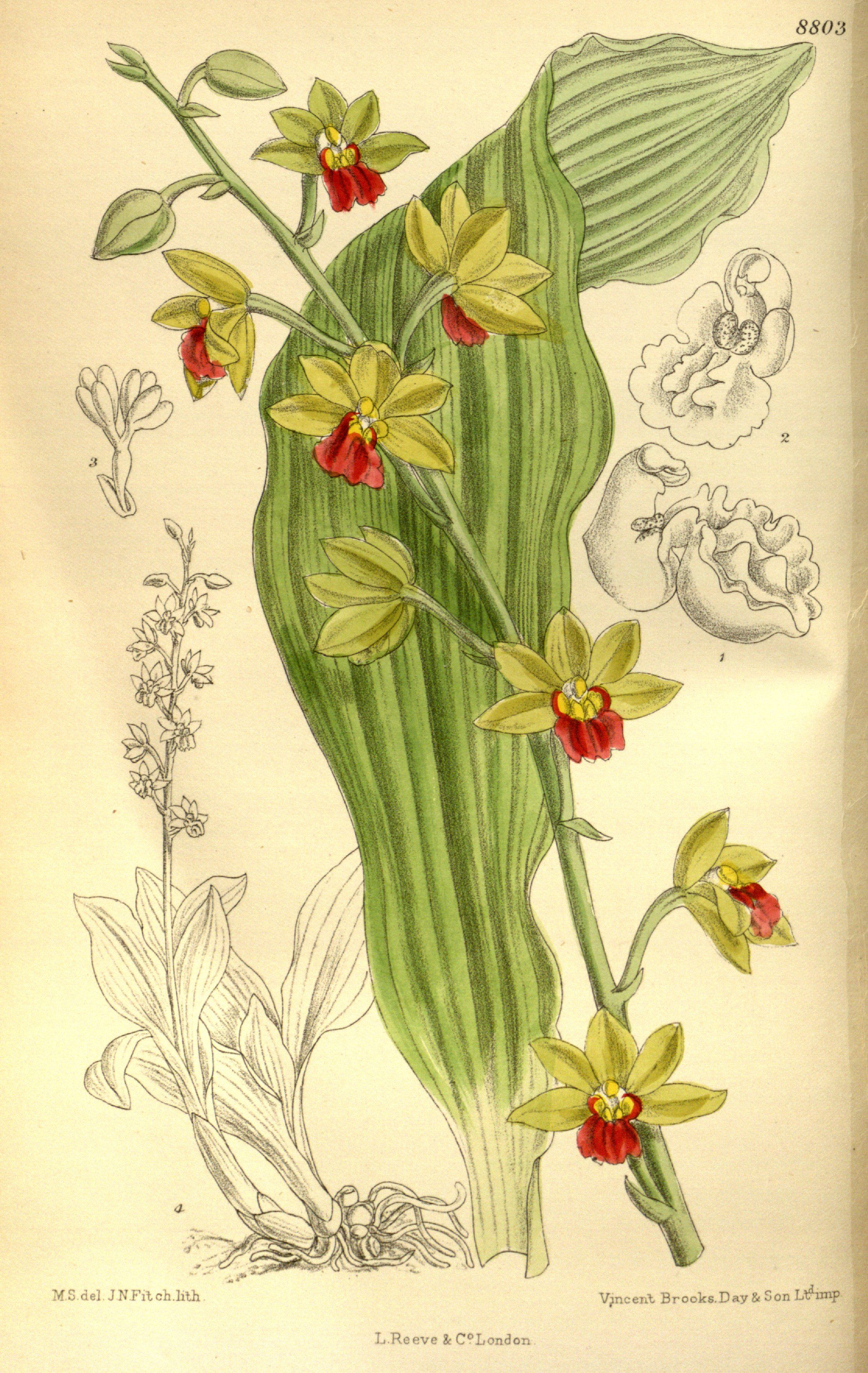
Ilustración

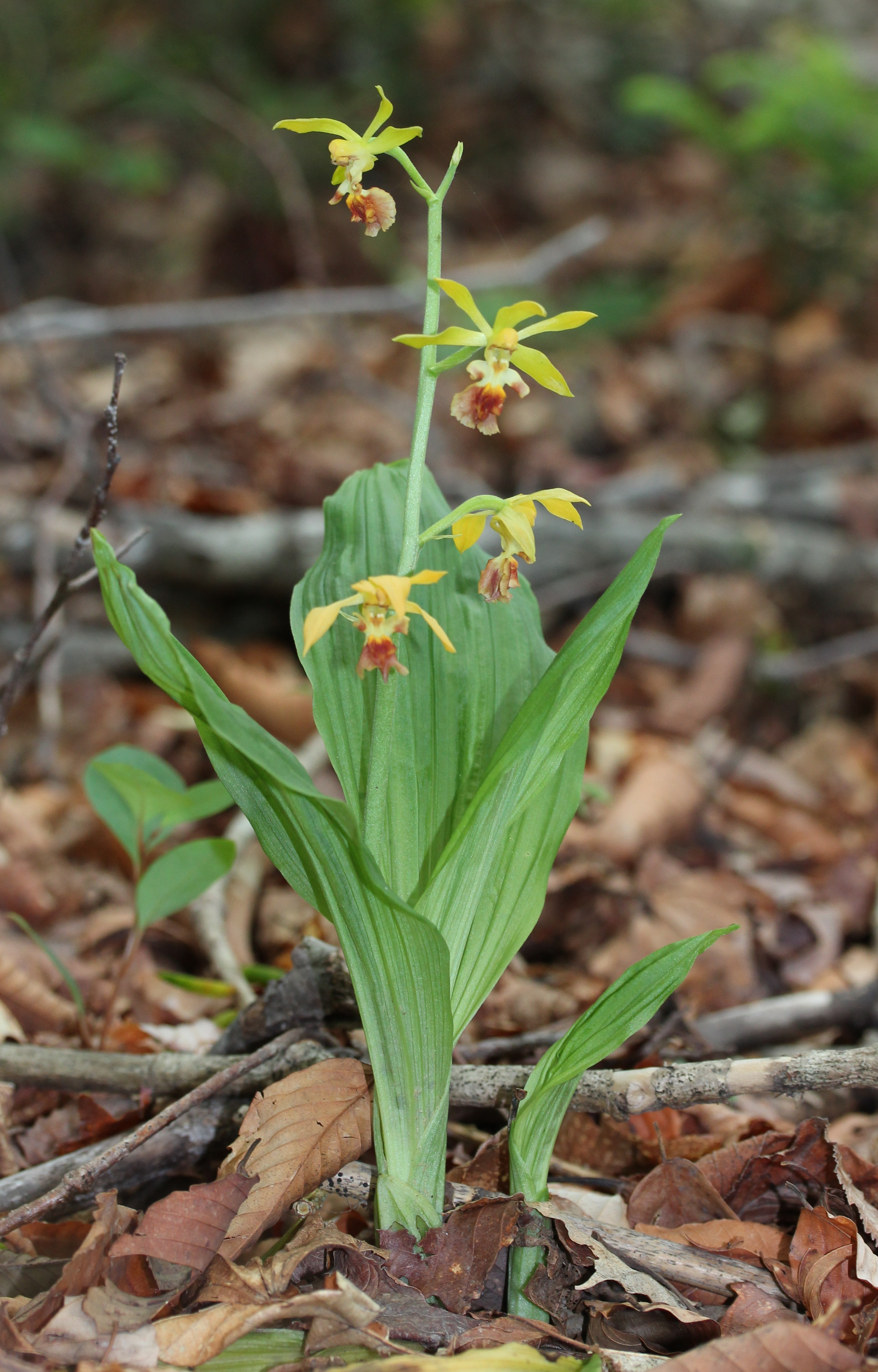
Vista de la planta en su hábitat

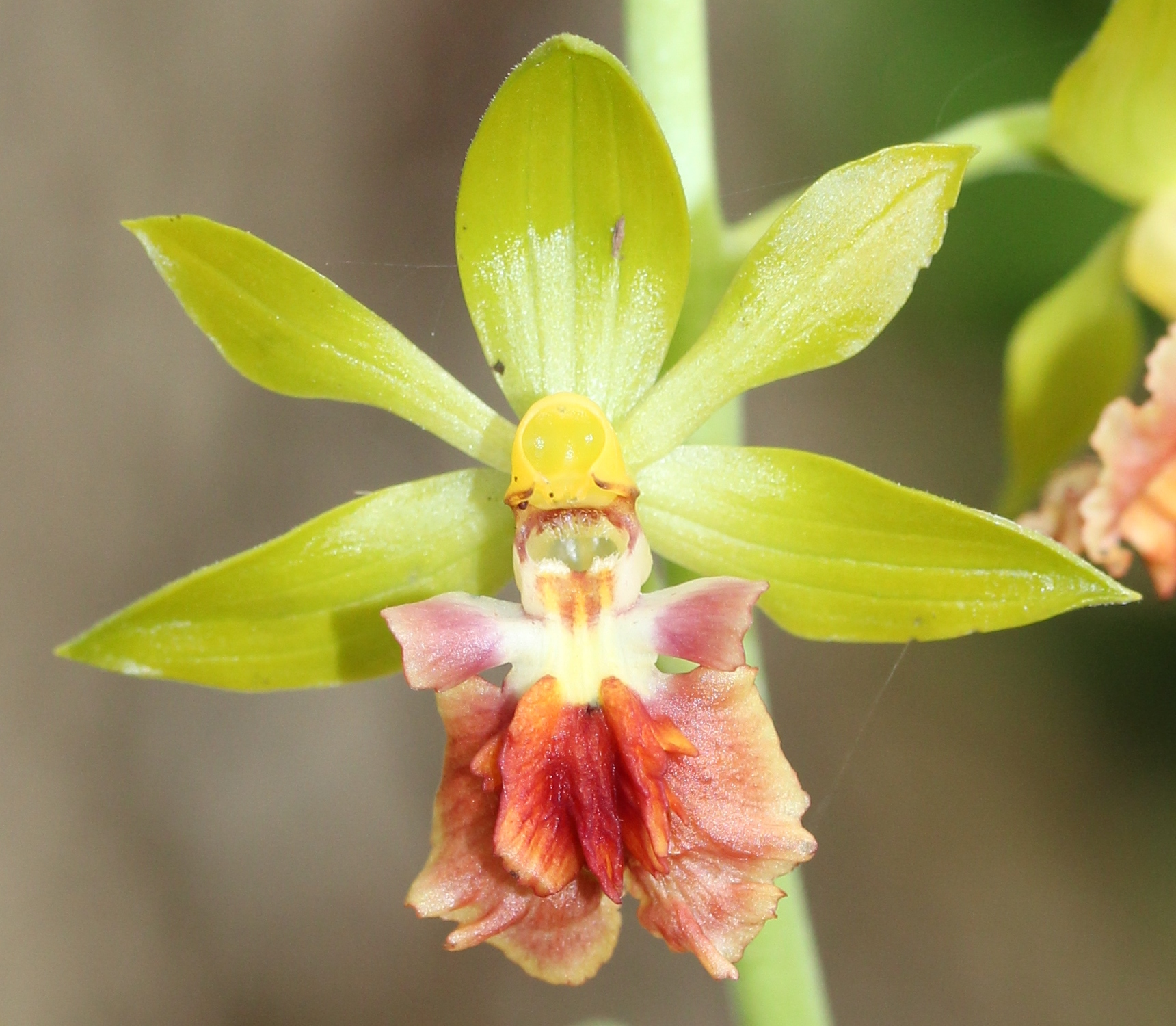
Detalle de la flor

## Descripción
Es una orquídea de tamaño pequeño a mediano, con creciente hábito terrestre con cortos pseudobulbos ovoides que llevan 2-3 hojas, unidas en una vaina basal, plegadas, elípticas a lanceoladas elípticas, agudas, pecioladas o sésiles en base. Florece en la primavera en una inflorescencia erecta de 30 a 50 cm  de largo, con 8 a 12 flores poco pubescentes, surgidas de un pseudobulbo de reciente desarrollo y con brácteas lanceoladas que cubren la mitad del ovario pubescente.

## Distribución y hábitat
Se encuentra en Pakistán, Himalaya occidental, Himalaya oriental, Nepal, Birmania, sur de China, Taiwán, Corea, Islas Ryukyu y Japón, en bancos de hierba húmeda en bosques mixtos, en grupos de troncos caídos podridos en bosques abiertos, en las laderas herbosas abiertas y empinadas y en matorrales de bambú en las elevaciones de 1.500 a 3.300 metros.   

## Taxonomía
Calanthe tricarinata fue descrita por John Lindley y publicado en The Genera and Species of Orchidaceous Plants 252. 1833.
Etimología
Ver: Calanthe
tricarinata epíteto latíno que significa "con tres quillas".
Sinonimia
- Alismorchis tricarinata (Lindl.) Kuntze
- Alismorkis tricarinata (Lindl.) Kuntze
- Calanthe brevicornu var. megalophora (Franch.) Finet
- Calanthe lamellata Hayata
- Calanthe megalopha Franch.
- Calanthe megalophora Franch.
- Calanthe occidentalis Lindl.
- Calanthe pantlingii Schltr.
- Calanthe torifera Schltr.
- Calanthe undulata Schltr.
- Paracalanthe lamellata (Hayata) Kudô
- Paracalanthe megalophora (Franch.) Miyabe & Kudô
- Paracalanthe torifera (Schltr.) Kudô
- Paracalanthe tricarinata (Lindl.) Kudô[1][3][4]